# Leonardo-Campus Münster

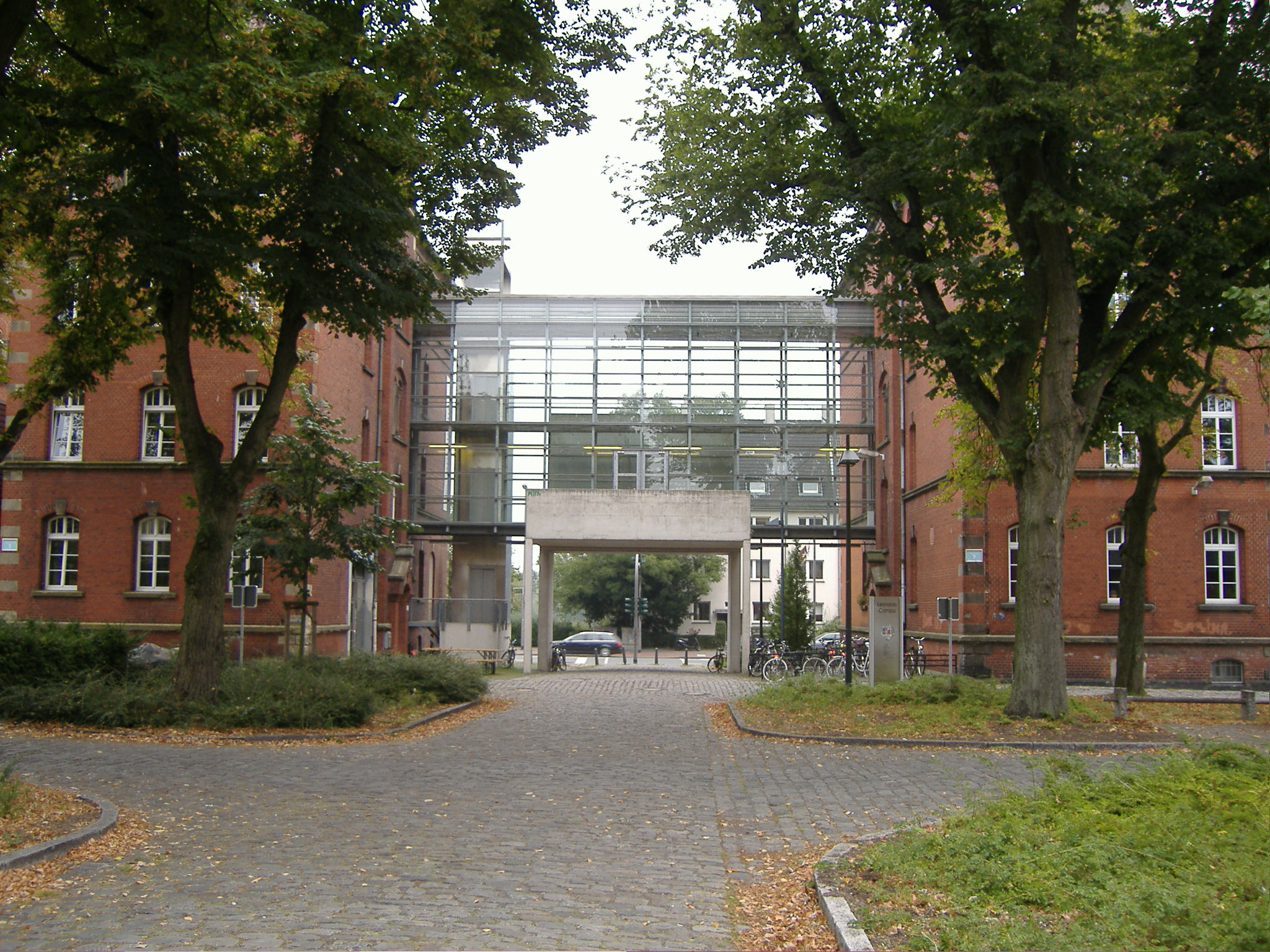
Moderne Ergänzungen an alte Kasernenbauten

Der Leonardo-Campus ist ein ehemaliges Kasernengelände an der Steinfurter Straße in Münster, das in einem Konversionsprozess, der von 1999 bis 2009 dauerte, in ein Hochschul-Areal verwandelt wurde. Unter Erhaltung der denkmalgeschützten Bausubstanz der ehemaligen Reiterkaserne (vor 1945 hieß sie Von-Einem-Kavallerie-Kaserne) und durch die Ergänzung von Neubauten wurde Platz für die Erweiterung der Universität Münster, der Fachhochschule sowie der Kunstakademie Münster geschaffen. Diese Konversion ist nur ein Beispiel für eine Reihe von ähnlichen Umwandlungen von vorher militärisch genutztem Gebiet in zivile Nutzung. Diese ergaben sich meist aus dem Abzug der britischen Rheinarmee aus vielen großen Kasernen und Wohngebieten in Münster nach 1991.

## Geschichte

### Die Reiterkaserne

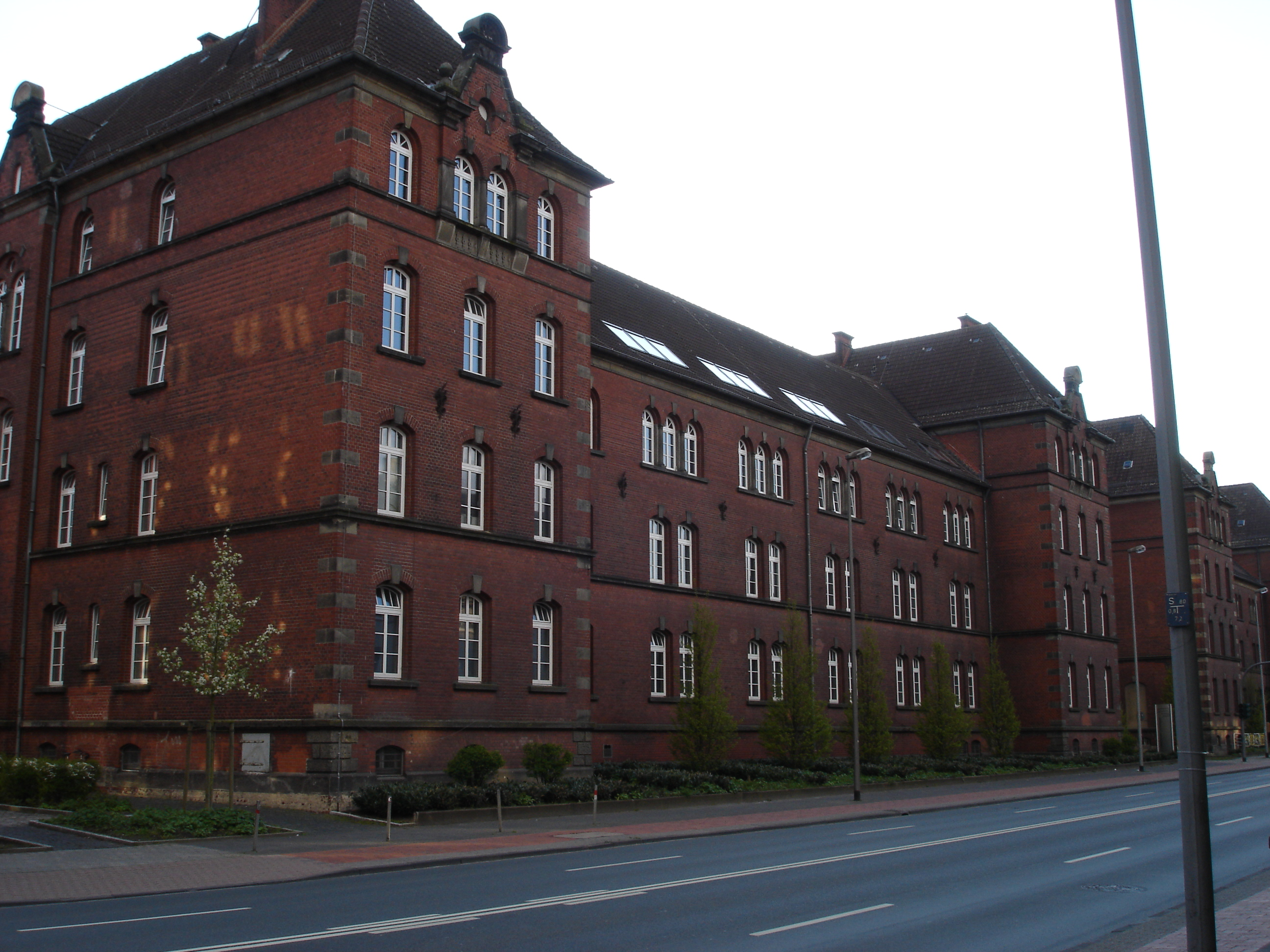
Straßenseite der ehemaligen Reiterkaserne

Der Leonardo-Campus ist eine Art Erbe Preußens und seines Militarismus. In den Jahren 1898–1901 ist eine Kavalleriekaserne auf einem rund 11 Hektar großen Areal an der Steinfurter Straße entstanden. Nach dem Ersten Weltkrieg wurde die Kürassierkaserne nach dem ehemaligen preußischen Kriegsminister und General der Kavallerie Karl von Einem umbenannt.
Die militärische Nutzung überdauerte auch den Ersten Weltkrieg, die Weimarer Republik und den Nationalsozialismus bis zum Kriegsende 1945. Während die Stadt Münster im Zweiten Weltkrieg weitgehend durch Luftangriffe zerstört wurde, blieb die Reiterkaserne der Stadt fast unbeschadet erhalten.
Den größten Teil des Areals nutzte die Bundeswehr, unter anderem das Luftwaffenmusikkorps aus Münster. Im Innenbereich des Nordwestflügels/Südwestfügels war ein eingezäunter Landeplatz für Bundeswehrhubschrauber. Den anderen Teil nutzte von 1948 bis 1997 die Westfälische Reit- und Fahrschule. Hierzu gehörte die alte Reithalle, die daran anschließenden Stallungen (Nordostflügel, sowie ein Teil des Südostflügels) und der gesamte Innenbereich bis zum Hubschrauberlandeplatz. Auf diesem Bereich stand die große Reithalle der Westfälischen Reit- und Fahrschule.

### Chance zur Konversion
Nach der Kapitulation 1945 nahm die weitere Nutzung durch das Militär stark ab, aber die Britische Rheinarmee hatte die zentrumsnahe Kaserne in Beschlag genommen.
Mit dem Fall des Eisernen Vorhangs benötigte man diese Liegenschaft in Münster nicht mehr. Wie andere Militärliegenschaften auch wurde diese Immobilie für die Bundesrepublik Deutschland überflüssig. Münsters Hochschulen erhielten damit die einmalige Möglichkeit, neue Räume für großflächige Entwicklungsvorhaben im Bereich Wissenschaft und Forschung zu schaffen.

## Leonardo-Campus

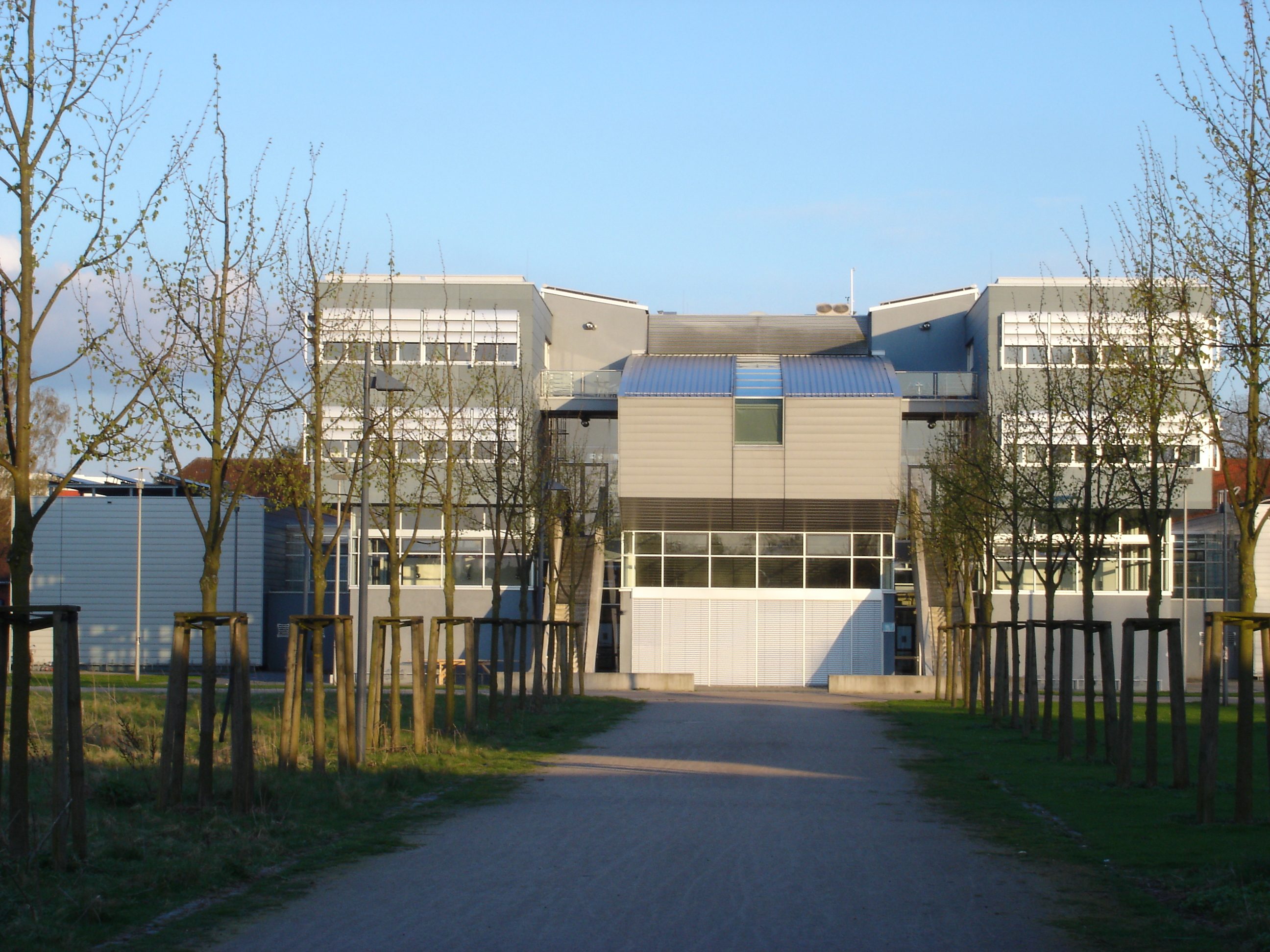
Einfügung des Hauptgebäudes der Kunstakademie

Das Land Nordrhein-Westfalen übernahm 1994 das Quartier. Dies war die Geburtsstunde des Leonardo-Campus und es begann die Planung.

### Neubau Kunstakademie
Am 17. März 1999 war der Start der insgesamt 16 verschiedenen Bauprojekte, es waren Umnutzungen und Neubauten, die durch das damalige Staatliche Bauamt Münster II bis Ende 2000 realisiert wurden. Ein Großteil der Anlage konnte gemäß den Auflagen des Denkmalschutzes umgebaut und dadurch sinnvoll für die Zwecke der Hochschulen verwandt werden.
Parallel zur Entwicklung des Leonardo-Campus wurde der Neubau der Kunstakademie durch das Land geplant und realisiert. Für den Bau- und Liegenschaftsbetrieb Nordrhein-Westfalen (BLB NRW Münster), vormals Staatliches Bauamt Münster II, war die Realisierung des Campus eine der herausragenden Aufgaben des ersten Jahrzehnts im 21. Jahrhundert. Heute verwaltet und betreut der BLB NRW Münster allein auf dem Leonardo-Campus mit seinen 16 Gebäuden insgesamt 37.350 m² Mietfläche für die drei Münsteraner Hochschulen Universität, Fachhochschule und Kunstakademie. Mit dem Neubau für den Fachbereich Design wurde 2009 die letzte noch offene Lücke des Leonardo-Campus geschlossen. Danach ging es in der Ausführungsplanung nur noch um den Ausbau bzw. die Erweiterung der Bibliothek.

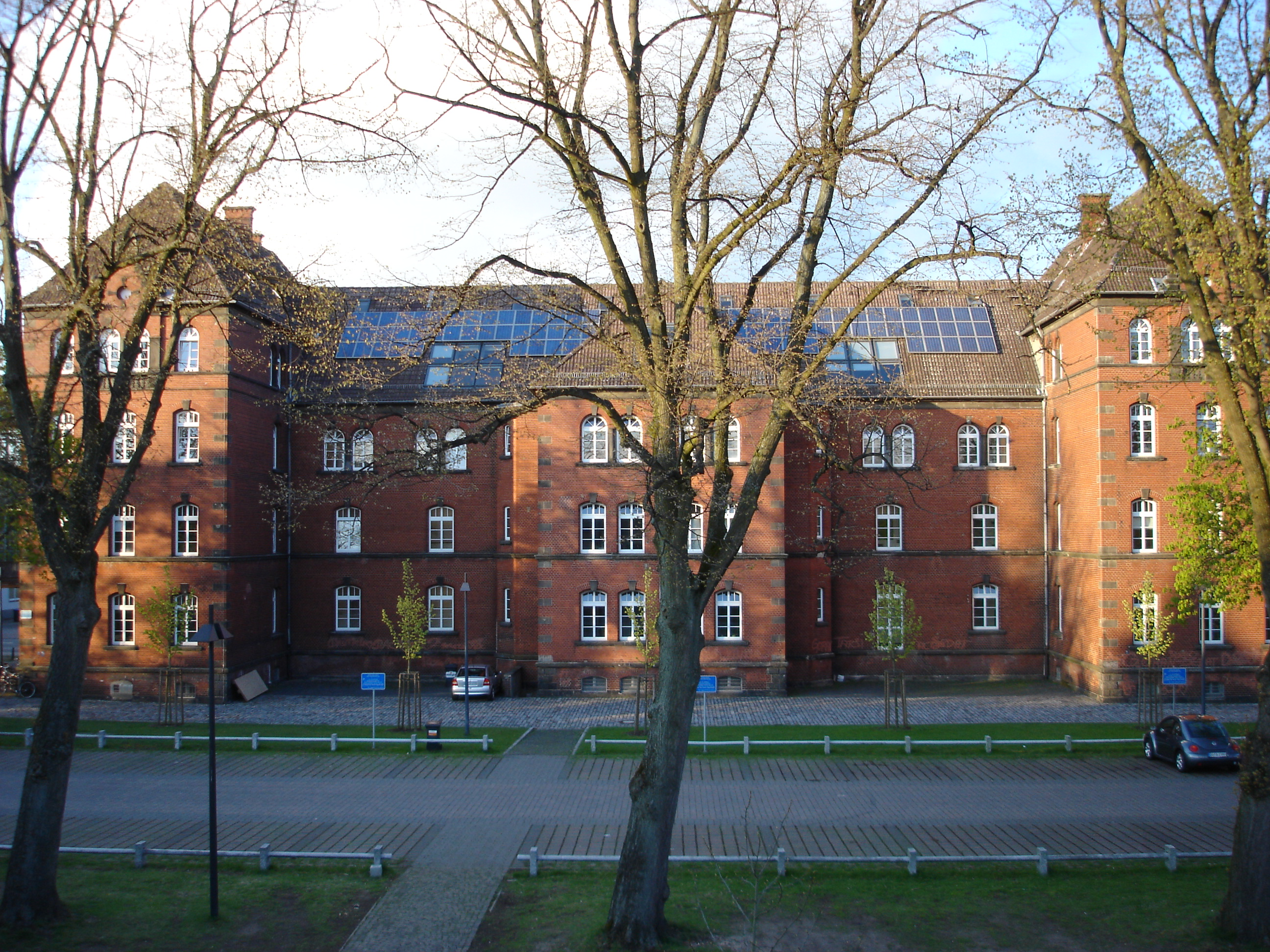
Westseite des Kasernengebäudes
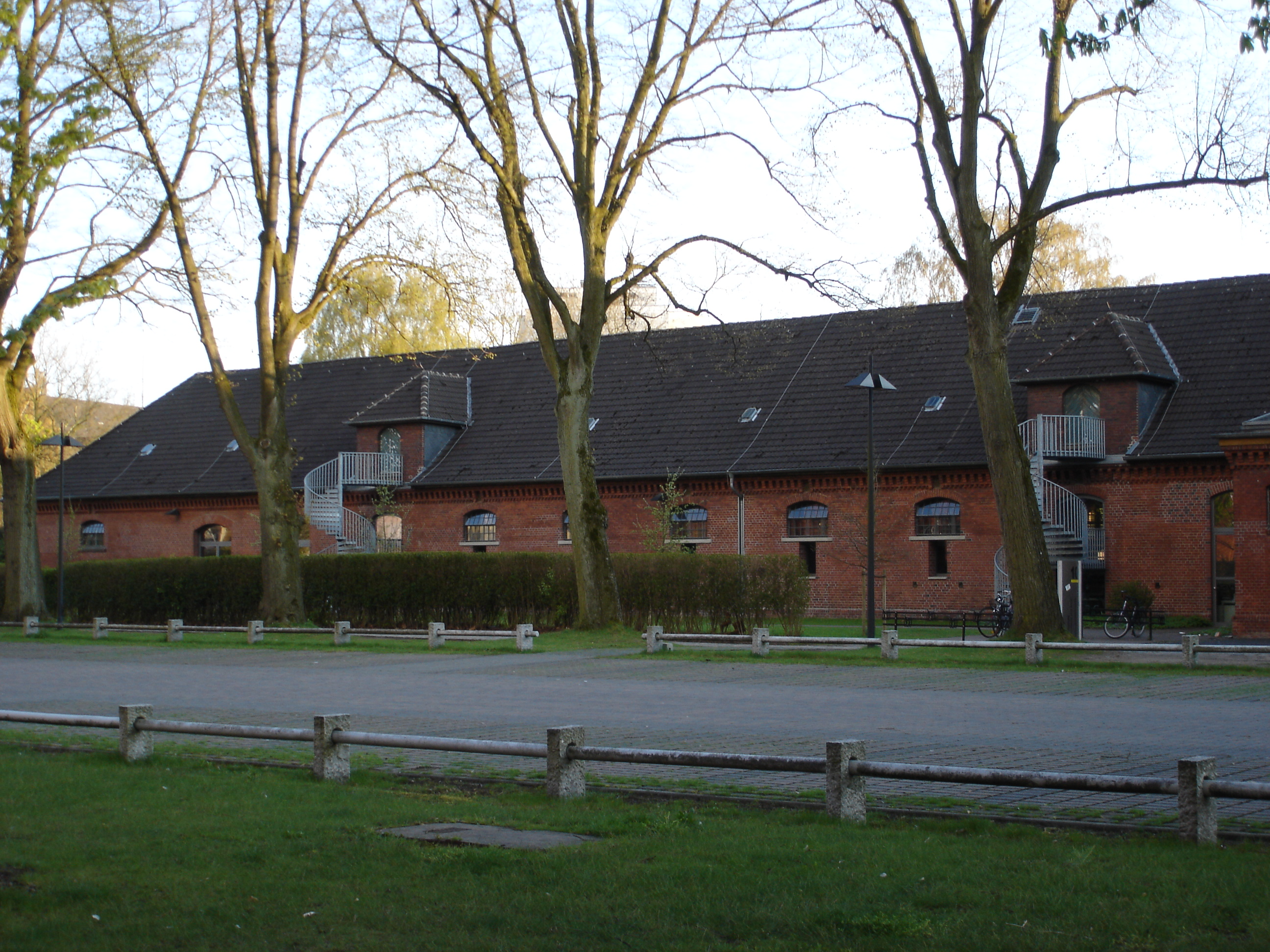
Bibliothek der Kunstakademie
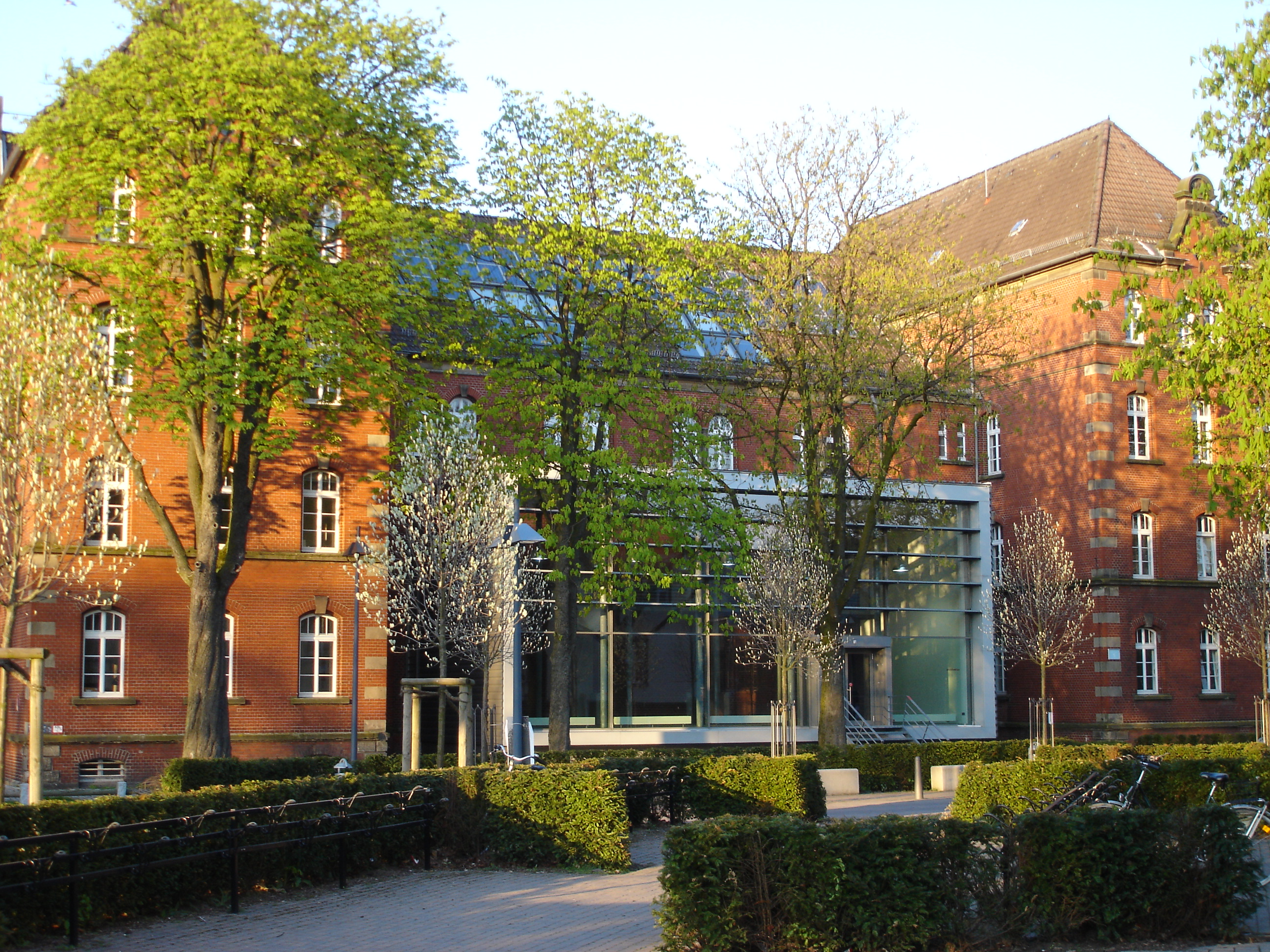
Haupteingang FB Architektur der Fachhochschule
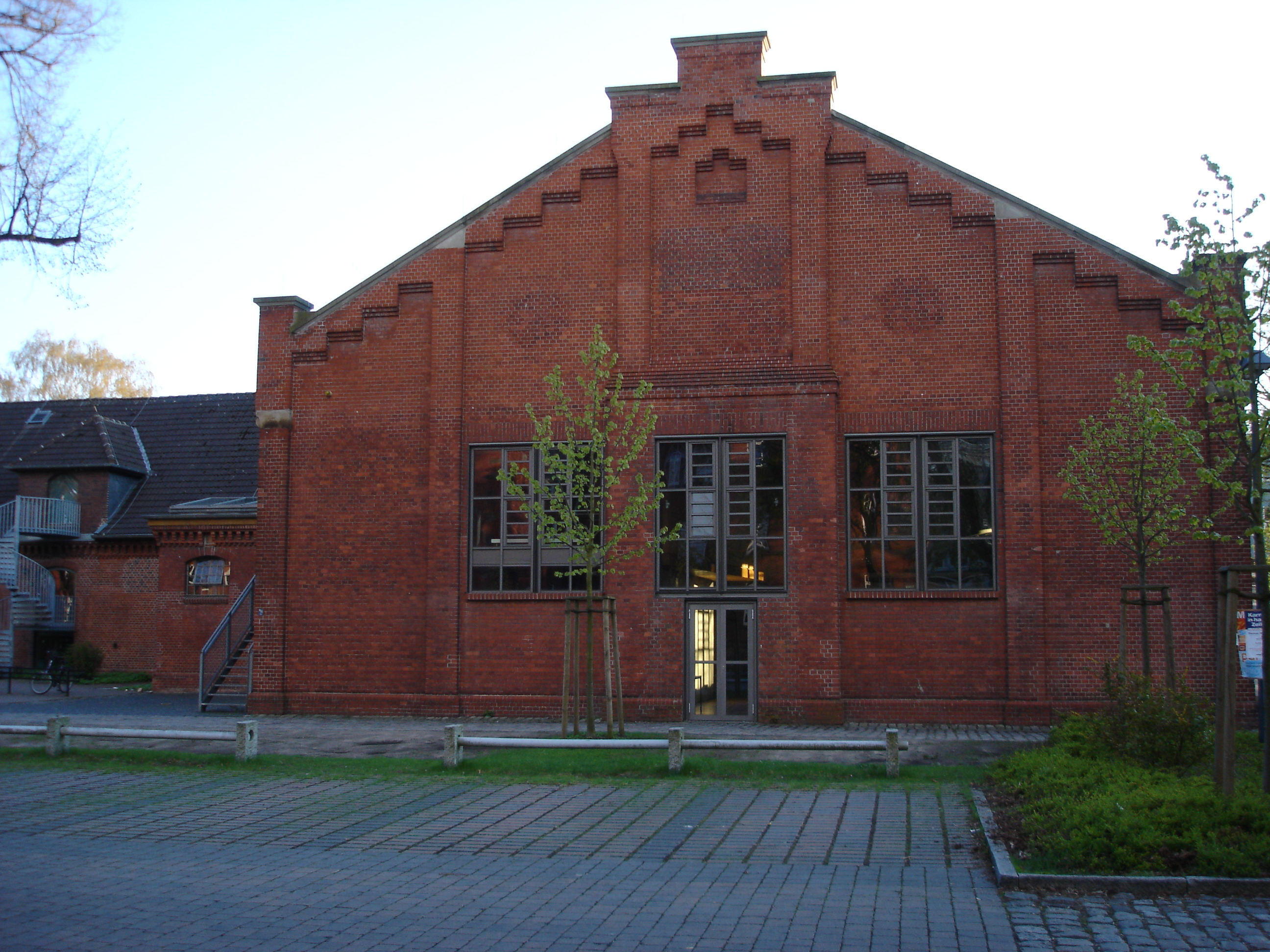
Hörsaalgebäude der Kunstakademie
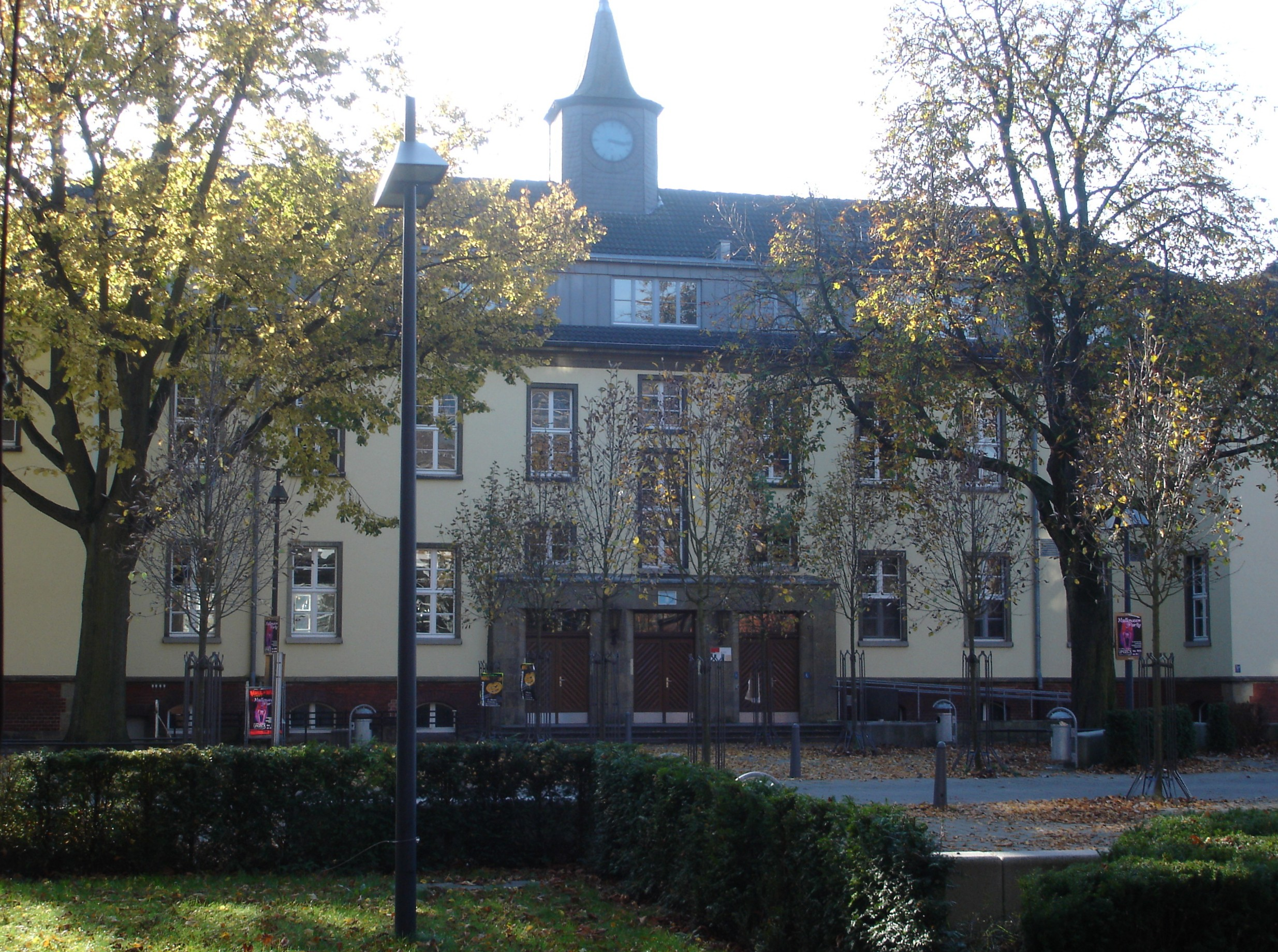
Front des Mensagebäudes
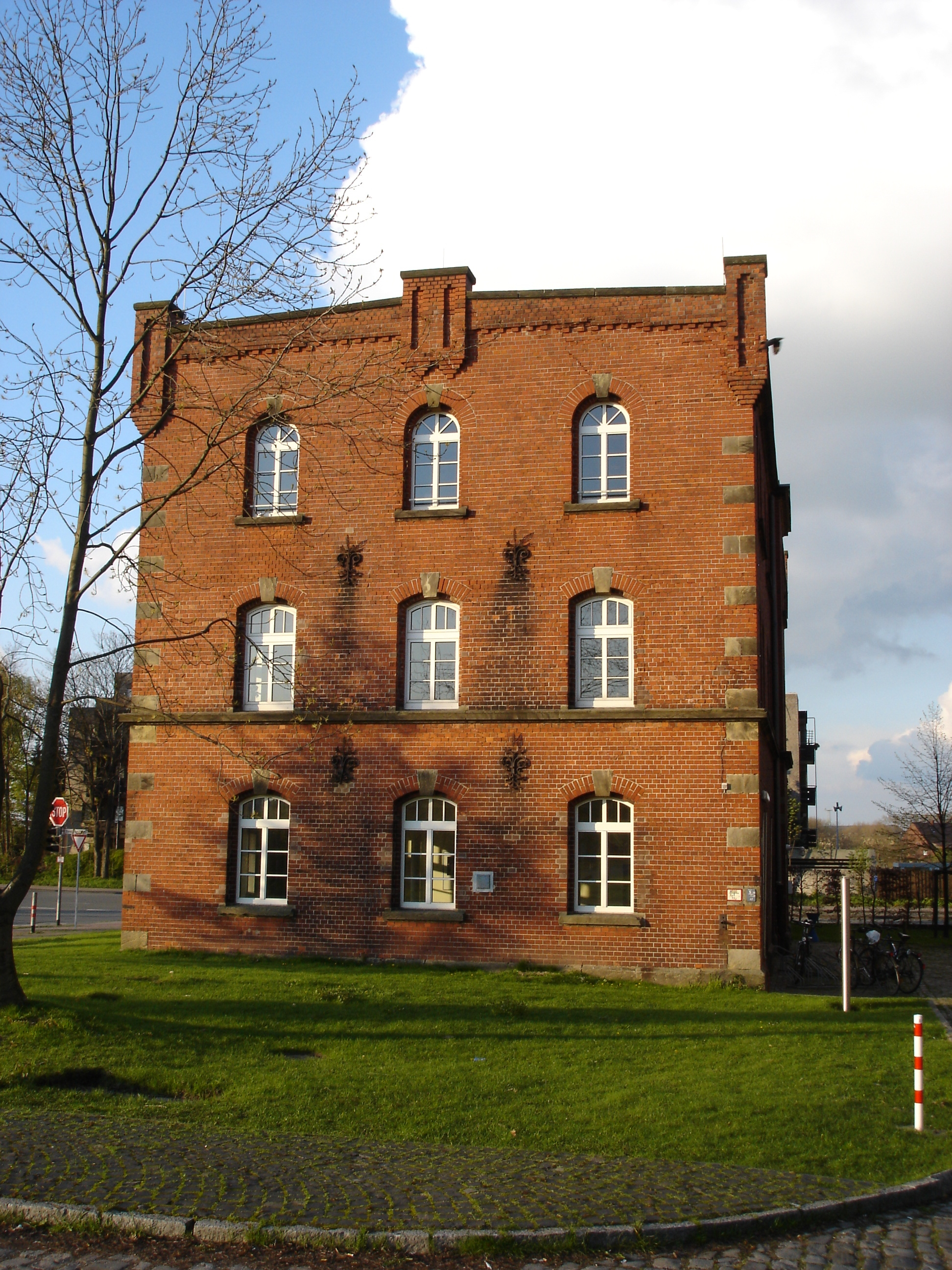
Gebäude Nr. 1 auf dem Campus
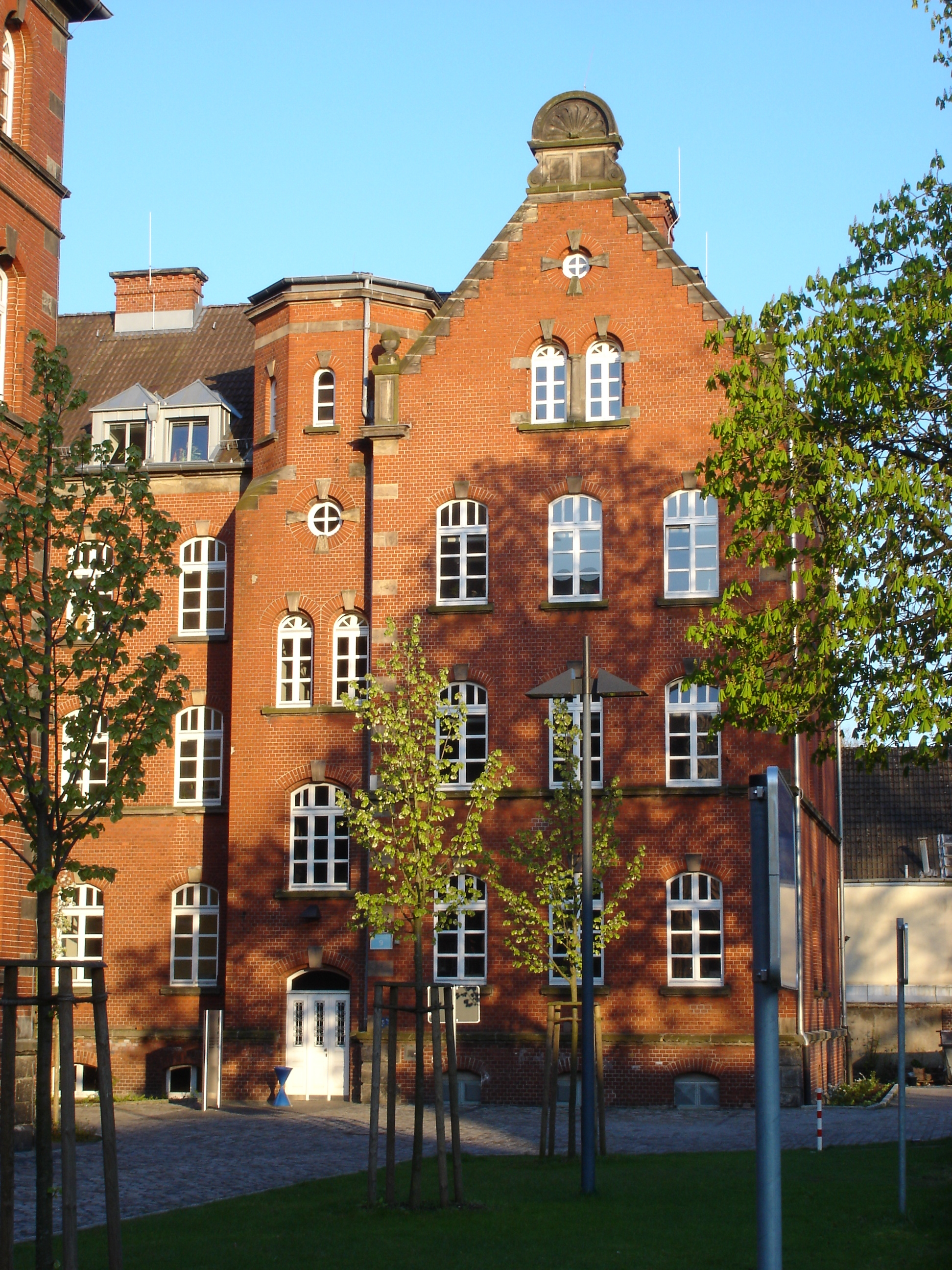
Gebäude Nr. 9 auf dem Campus
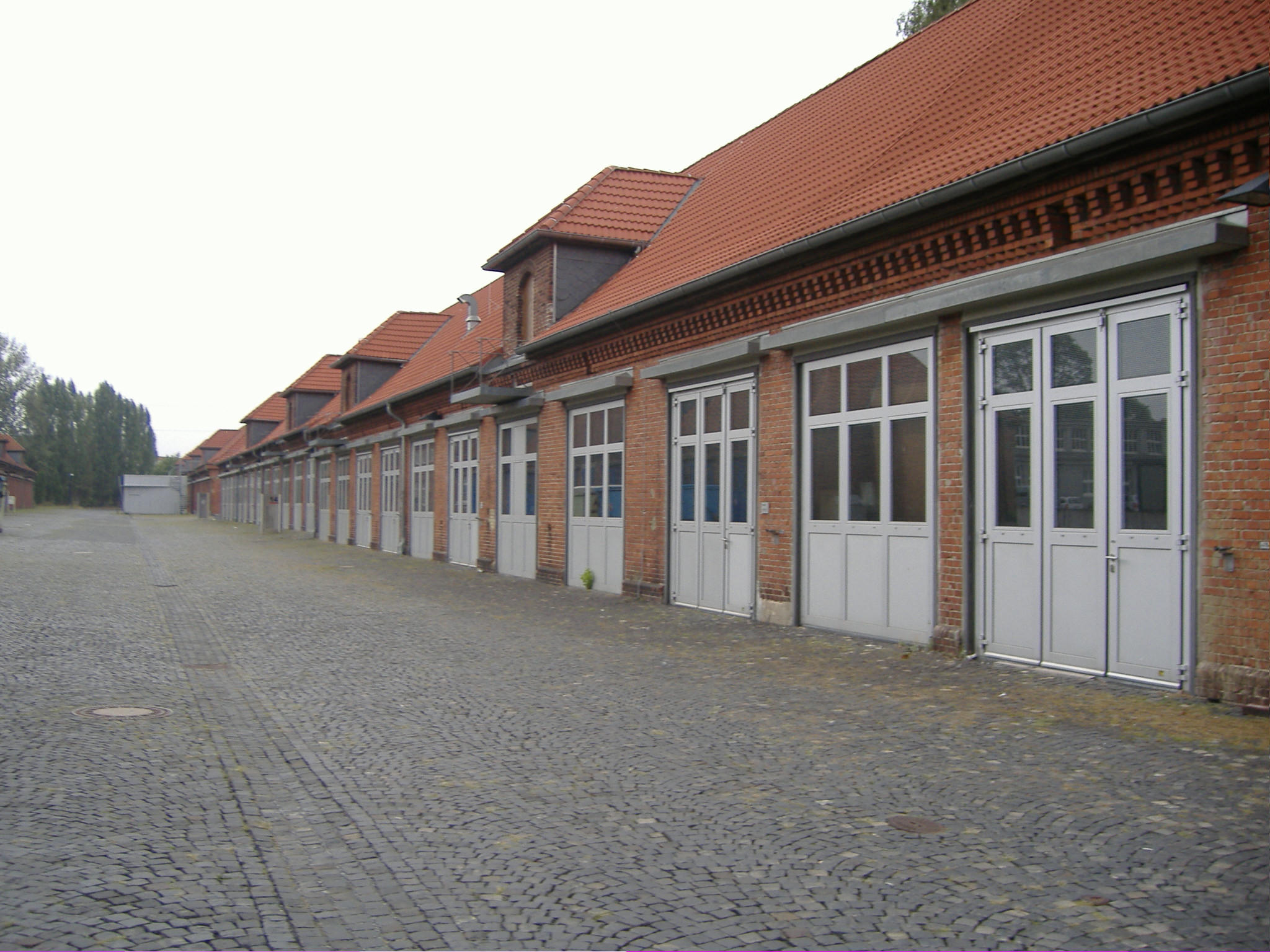
Ehemalige Pferdeställe, mit Toren versehen

### Neubau Fachbereich Design
Die Idee eines Neubaus für den Fachbereich Design auf dem Leonardo-Campus wurde durch Platzmangel und den schlechten Zustand des alten Gebäudes am Sentmaringer Weg bereits im Jahre 2005 auf den Weg gebracht; zu Beginn 2007 gab es Grünes Licht für die Realisierung. Der BLB NRW Münster hatte für dieses Projekt ein EU-weites Wettbewerbsverfahren durchgeführt. Unter 21 teilnehmenden Büros setzte sich eine Berliner Architektin durch. Mit ihrer eingereichten Arbeit betrachtete sie es als zentrale Aufgabe, das Ensemble am Leonardo-Campus zu ergänzen und zu erneuern und zugleich die bestehende Ordnung nicht zu beeinträchtigen.